# Marinestützpunkt Emden
Der Marinestützpunkt Emden war ein Stützpunkt der Bundesmarine in der Stadt Emden.

## Geschichte
Der Marinestützpunkt Emden wurde am 1. Januar 1960 als Außenstelle des Marinestützpunktkommandos Wilhelmshaven gegründet und am 1. April 1962 als solche dem Marinestützpunktkommando Borkum unterstellt. Ihm oblag die Versorgung aller zum Stützpunktbereich gehörenden Kommandos und Einrichtungen und aller den Stützpunkt anlaufenden schwimmenden Einheiten.
Am 1. Oktober 1986 wurde der Stützpunkt Teil des neuen Marinestützpunktkommandos Emden, dem der Stützpunkt Borkum als Außenstelle unterstellt wurde. Das Marinestützpunktkommando Emden unterstand  dem Marineabschnittskommando Nordsee, das am 1. April 1994 in Marineabschnittskommando West umbenannt wurde. Am 31. März 1997 wurde das Marinestützpunktkommando Emden aufgelöst und der Stützpunkt geschlossen.

## Unterstützte Verbände und Einheiten
Im Stützpunkt und im Standortbereich Emden waren keine schwimmenden Marineverbände stationiert. Dagegen bestand eine Anzahl von Landeinheiten, die durch den Stützpunkt unterstützt wurden, nicht jedoch dem Marinestützpunktkommando unterstanden. Dazu gehörten:
Stäbe
- Versorgungsflottille (1967–1968)[2]
- Amphibische Gruppe[A 1] (1968–1978)[3]
- Marineschifffahrtsleitstelle Emden (1970–1991)[4]

Landtruppenteile
- Küstenumschlagbataillon 2[A 2] (1960–1975)[5]
- Küstenumschlagbataillon 4[A 3] (1962–1963)[5]
- Strandmeisterkompanie (1972–1978)[3]
- Marinesanitätsstaffel Emden (1969–1984)[6]